# Karagoor, Sakleshpur
Karagoor là một làng thuộc tehsil Sakleshpur, huyện Hassan, bang Karnataka, Ấn Độ.